# مصائب ژان دارک
مصائب ژان دارک (فرانسوی: La Passion de Jeanne d'Arc‎) فیلمی در ژانر درام حقوقی به کارگردانی کارل تئودور درایر است که در سال ۱۹۲۸ منتشر شد.

## داستان فیلم
مصائب ژان دارک روایت درایر از دستگیری، بازجویی و شکنجه، محاکمه و اعدام ژان دارک، دوشیزه اورلیان و قهرمان ملی فرانسوی است که شجاعانه در برابر متجاوزان انگلیسی و دستگاه مذهبی پشتیبان آن‌ها (کلیسا) ایستاد و جانش را در این راه گذاشت و بعد از مرگ، قدیسه خوانده شد.

## تحلیل فیلم
ژان دارک، زنی بود که گمان می‌کرد از سوی خدا برگزیده شده تا فرانسه را از چنگال متجاوزان انگلیسی نجات دهد اما ژان دارکی که درایر در سینما خلق کرد، با همه ژان دارک‌های سینمایی دیگر متفاوت است. رابین وود، ژان دارک او را بزرگ‌ترین ژان دارک سینما و مصائب ژان دارک را از نظر سبک شناختی، پرجلوه‌ترین فیلم درایر خواند.
تأکید درایر در فیلم مصائب ژان دارک، همان گونه که از عنوان آن بر می‌آید، بر مصائب و رنج‌های این شخصیت تراژیک تاریخی بوده نه بر قهرمانی‌ها و وجه حماسی او، عذاب‌ها و شکنجه‌های روحی و جسمی که او به خاطر عقاید و ایمان راستین اش تحمل کرد و در نهایت به خاطر آن، در شعله‌های آتش جهل و تعصب سوخت و خاکستر شد.
ژان دارک برای درایر، صرفاً یک شهید تاریخ، یک زن قهرمان یا حتی یک قدیس مذهبی نیست بلکه نماد همه زن‌هایی است که رنج می‌کشند و قربانی می‌شوند. برخلاف برسون که در «ژاندارک» خود، عمداً از ایجاد هر گونه فضای احساسی و عاطفی پرهیز کرده و فضای سرد و بی‌روحی می‌سازد، درایر، فضای عاطفی قوی ای در فیلم می‌سازد که بیننده را تحت تأثیر قرار می‌دهد. فیلمی که علی‌رغم صامت بودن، به خاطر نماهای کلوزآپ اش از چهره معصوم و نورانی ماریا فالکونتی در نقش ژاندارک، از هر فیلم ناطق دیگری، رساتر و کوبنده تر است.

بازی فالکونتی به ویژه میمیک چهره بدون گریم و پرچین و چروک او در صحنه‌های بازجویی و صحنه اعدام بسیار نافذ و تأثیرگذار است. در صحنه اعدام ژاندارک، نمای نزدیکی از صورت او نشان داده می‌شود که قطره اشکی بر آن جاری است. می‌گویند بازی فالکونتی در این صحنه آنچنان واقعی بود که همه عوامل فیلم به همراه او می‌گریستند و درایر نیز انگشت خود را در اشک فالکونتی مرطوب کرد و آن را بوسید.
معصومیت ژاندارک و رنج‌های او، ژان لوک گدار را نیز تحت تأثیر قرار داد و او در فیلم «گذران زندگی» خود آناکارینا را در مقابل پرده سینما نشاند تا در غم رنج‌های ژاندارک، اشک بریزد.
زنانی که رنج می‌کشند.